# Настоящие совки
Настоящие совки (лат. Noctuinae) — подсемейство чешуекрылых семейства совок.

## Описание
Окраска большей частью неяркая, серых, бурых, коричневых, красно-коричневых тонов, редко яркая, зелёная или жёлтая (Isochlora); в ряде случаев (Noctua, Cryptocala chardinyi, Xestia efflorescens, Xestia semihebrida) задние крылья жёлтые с тёмной терминальной каймой. Лоб большей частью не выпуклый, в отдельных родах, например Euxoa, голова голова с фиолетовым выростом. В гениталиях самца гарпа большей частью выражена, реже редуцирована. Андрокониальный аппарат из передних кистей и латеральных карманов при основании брюшка отсутствуют, кроме вида Peridroma saucia; у самца Ochropleura plecta есть андрокониальный аппарат из непарной кисти на предгенитальном сегменте, единственный случай, известный для подсемейства.

## Классификация
В подсемействе выделяют следующие трибы:
- Actinotiini
- Apameini
- Arzamini
- Caradrinini
- Dypterygiini
- Elaphriini
- Eriopygini
- Glottulini
- Hadenini
- Leucaniini
- Noctuini
  - Agrotini[a]
- Orthosiini
- Phlogophorini
- Phosphilini
- Prodeniini
- Pseudeustrotiini
- Tholerini
- Xylenini

### Комментарии
1. ↑  Или отдельная триба[4], или по другим мнениям триба Agrotini рассматривается в составе Noctuini в ранге подтрибы Agrotina[3][5].